# Mbuna

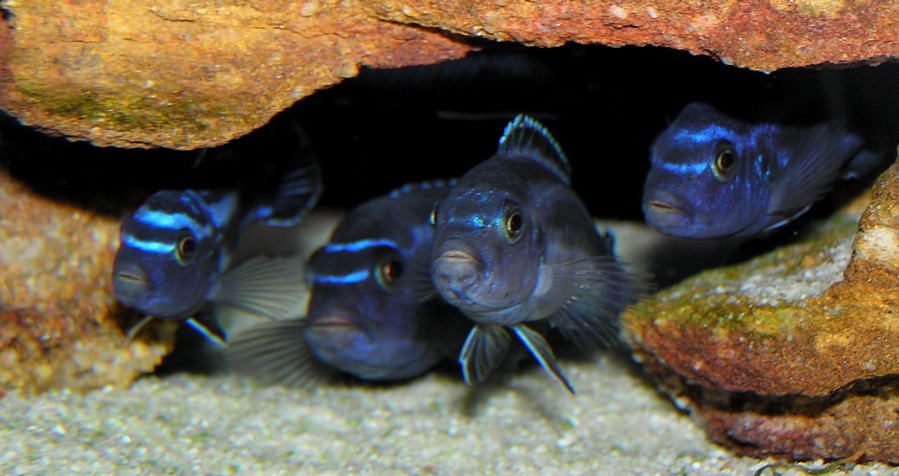
Melanochromis cyaneorhabdos

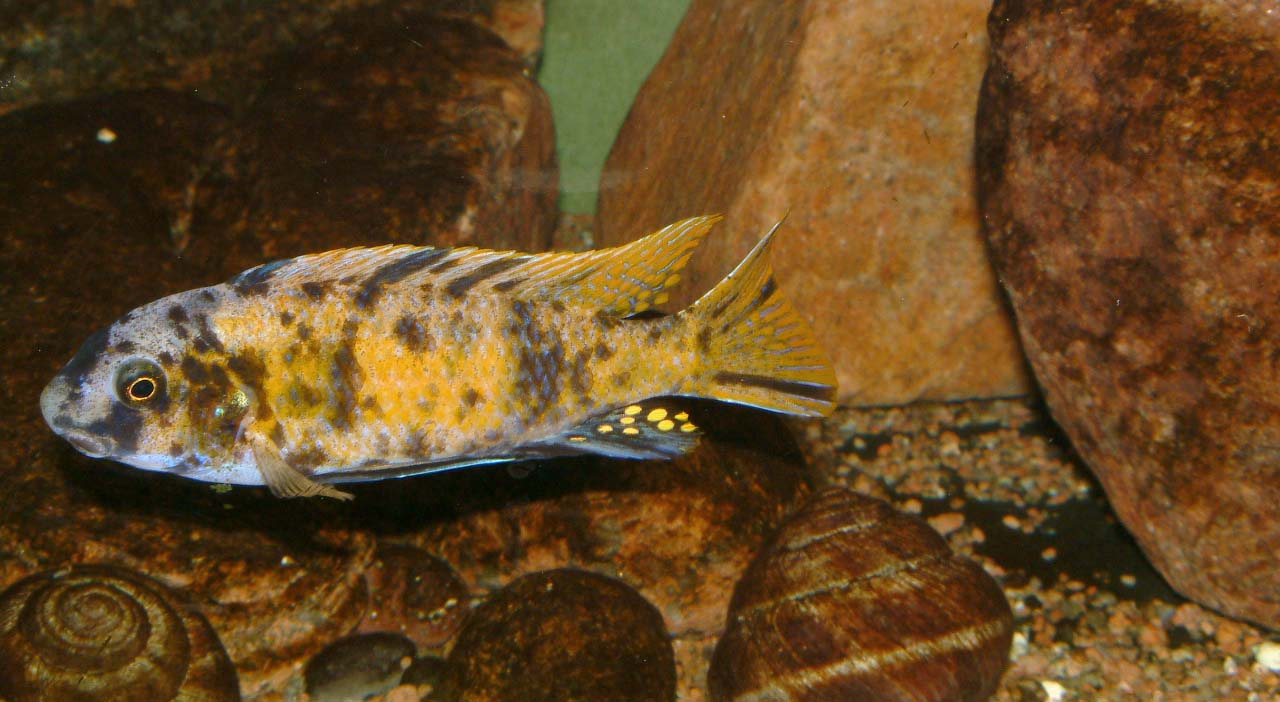
Pyszczak Fuelleborna (Labeotropheus fuelleborni)

Mbuna – nazwa, którą tubylcy znad jeziora Malawi (Niasa) określają kolorowe pielęgnice żyjące tam w przybrzeżnych wodach o skalistym dnie. W akwarystyce określa się nią ekologiczną grupę roślinożernych pyszczaków z rodziny pielęgnicowatych, zamieszkujących litoral skalny jeziora Malawi. Grupa ta obejmuje 13 rodzajów, m.in. Cynotilapia, Gephyrochromis, Iodotropheus, Labeotropheus, Labidochromis, Melanochromis, Metriaclima, Petrotilapia, Pseudotropheus i Tropheops.